# Пештера (Клуж)
Пештера (рум. Peștera) — село у повіті Клуж в Румунії. Адміністративно підпорядковане місту Деж.
Село розташоване на відстані 356 км на північний захід від Бухареста, 46 км на північ від Клуж-Напоки.